# Nereide
Se også månen Nereid.
En nereide er i græsk mytologi en af de 50 døtre af Nereus og Doris. De følger ofte Poseidon og er hjælpsomme overfor sejlende, der kæmper mod storme. De mest kendte af dem er Thetis, gift med Peleus og moder til Achilleus, Amfitrite, gift med Poseidon og Galathea (den mælkehvide), gift med den enøjede kyklop Polyphemos fra Odysseen.

Liste over nereider:
Amfitrite, Agaue, Actaea, Autonoe, Alimede,
Cymothoe, Cymodoce, Cymatolege, Cymo,
Doris (samme navn som sin mor), Doto, Dynamene,
Eucrante, Eudora, Erato, Eunice, Euagore, Eupompe, Eione, Euarne, Eulimene,
Galene, Glauce, Galatea, Glauconome,
Halie, Hippothoe, Hipponoe,
Leagore, Lysianassa, Laomedea,
Melite, Menippe,
Nisaea, Neso, Nemertes,
Pasithea, Proto, Pherusa, Protomedes, Panopea, Ploto, Panopea, Pontoporea, Polynoe, Psamathe, Pronoe,
Sao, Speo,
Thoe, Thetis, Themisto
- Wikimedia Commons har flere filer relateret til Nereide

| Mytologi | Spire Denne artikel om mytologi er en spire som bør udbygges. Du er velkommen til at hjælpe Wikipedia ved at udvide den. |